# Список умерших в 1193 году

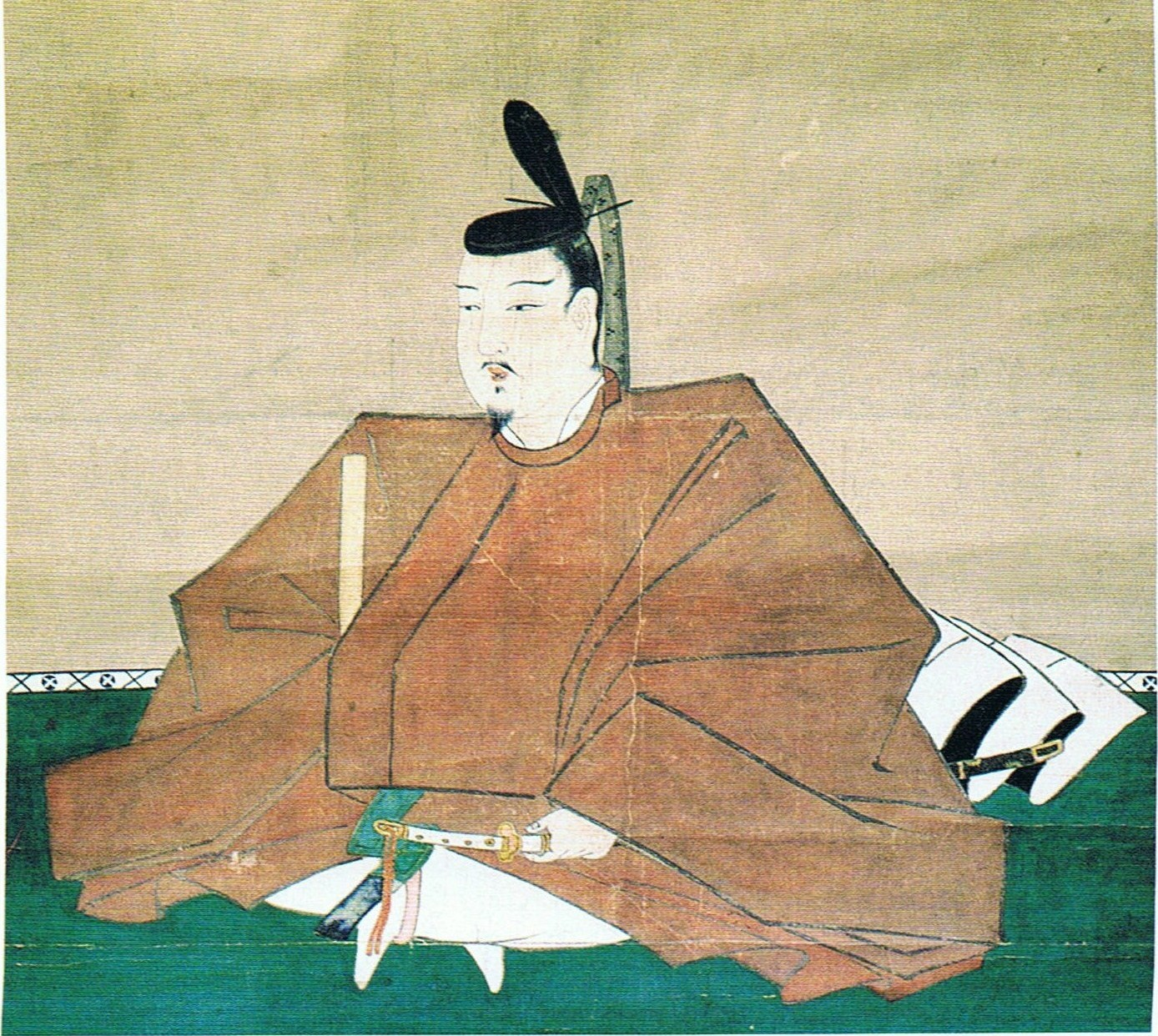
Минамото но Нориёри

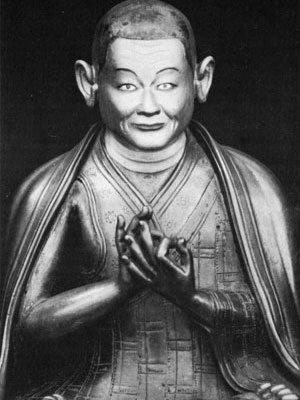
Дюсум Кхьенпа

В этой статье представлен список известных людей, умерших в 1193 году.
См. также: Категория:Умершие в 1193 году

## Январь
- 10 января — Лу Сяншань (53), китайский философ эпохи Сун, основоположник неоконфуцианской «школы сердца».

## Февраль
- Агнес I Неверская — графиня Невера, графиня Осера и графиня Тоннера (1181—1193)

## Март
- 4 марта — Салах ад-Дин — султан Египта (1171—1193), эмир Дамаска (1174—1186), талантливый полководец, мусульманский лидер XII века. Основатель династии Айюбидов.

## Апрель
- 4 апреля — Манассе де Бар-сюр-Сен, граф де Бар-сюр-Сен (1151—1167), епископ Лангра (1179—1193).

## Май
- 16 мая — Григор IV, католикос всех армян (1173—1193).
- 24 мая — Григорий, епископ Русской православной церкви, архиепископ Новгородский и Псковский.

## Июнь
- 13 июня — Педро де Артаджона[англ.] — епископ Памплоны (1167—1193)

## Июль
- 21 июля — Маттео д’Аджелло — государственный деятель Сицилийского королевства при королях Вильгельме I Злом, Вильгельме II Добром и Танкреде.

## Август
- 2 августа — Мешко Младший — герцог Калиша (1191—1193)

## Сентябрь
- 14 сентября — Минамото но Нориёри[англ.] — японский военачальник во время войны Тайра и Минамото, убит в междоусобной войне.
- 28 сентября — Роберт IV де Сабле — Великий магистр ордена тамплиеров (1191—1193).
- 29 сентября — Бенедикт из Питерборо, английский церковный деятель, настоятель собора в Питерборо.

## Октябрь
- 16 октября — Жэнь-цзун, пятый император Западного Ся (1139—1193).
- 30 октября — Бургундио Пизанский[англ.] — итальянский юрист

## Декабрь
- 23 декабря — Святой Торлак — епископ Скалхольта (1178—1193), святой покровитель Исландии.
- 24 декабря:
  - Уильям д'Обиньи, 2-й граф Арундел — граф Арундел (1176—1193);
  - Рожер V (герцог Апулии) — последний герцог Апулии (1190—1193), король Сицилии (1193) (соправитель отца).
- 25 декабря — Обиццо I д’Эсте, глава рода д‘Эсте (с 1137).

## Дата неизвестна или требует уточнения
- Балиан II Ибелин — последний сеньор Наблуса (1177—1187), возглавлял оборону Иерусалима в 1187 году.
- Бернар IV д’Арманьяк — граф д’Арманьяк и де Фезансак (1160—1193)
- Варфоломей Фарнский[англ.] — святой римско-католической церкви[1].
- Джелал ад-Дин Султан-шах, претендент на хорезмской перестол.
- Дитрих III/V, граф Клеве (1173—1193).
- Дюсум Кхьенпа —— первый Гьялва Кармапой, глава школы карма-кагью тибетского буддизма
- Жанг Юдракпа[англ.] — основатель школы Цхалпа Кагью тибетского буддизма
- Изз ад-Дин Масуд I ибн Маудуд[англ.] — зангидский эмир Мосула (1179—1192)
- Иоганн[нем.] — епископ Эврё (1181—11930
- Исаак бен-Абба-Мари, французский раввин-кодификатор периода ришоним.
- Ричард де Ревьер, 4-й граф Девон — граф Девон (1188—1193).
- Родриго Гутьеррес Хирон, кастильский магнат из Паленсии, майордом Королевства Кастилия (1173—1193).
- Сейфеддин Бектемир, правитель эмирата Ахлатшахов с центром в Хлате, бывший гулям Сукмана II.
- Фань Ченда — китайский поэт.
- Фицральф, Роберт[англ.] — епископ Вустера (1190—1193)